# IC 4249
IC 4249 ist eine Spiralgalaxie vom Hubble-Typ Sab? im Sternbild Wasserschlange am Südsternhimmel. Sie ist schätzungsweise 84 Millionen Lichtjahre von der Milchstraße entfernt.
Das Objekt wurde am 4. Mai 1904 von Royal Harwood Frost entdeckt.